# Драган Данелишен
Драган Данелишен (Бања Лука, 14. јун 1941 — Бања Лука, 15. јануар 2024) био је професор Медицинског факултета Универзитета у Бањој Луци и Паневропског универзитета "Апеирон". Ужа научна област му је хирургија и дјечја хирургија. За дописног члана АНУРС-а изабран је 5. септембра 2008, а за редовног 21. децембра 2012. године.

## Биографија
Рођен је у Бањој Луци, гдје je живиo и радиo. У родном граду завршио је основну школу и реалну гимназију (1959), а Медицински факултет у Загребу (1966). Специјалистички испит из опште хирургије положио је 1974. у Загребу, а специјалистички испит из дјечије хирургије 1985. у Београду. Магистарски рад "Посттрауматска спленектомија и њен учинак на серумске имуноглобулине у корелацији с Т и Б лимфоцитима" одбранио је 1986. на Медицинском факултету у Загребу, а докторску дисертацију "Имунолошка оправданост и хируршке могућности очувања повријеђене слезeне" 1989. на Медицинском факултету у Бањој Луци. На истом факултету изабран је за асистента 1978, доцента 1989, ванредног професора 1996. и редовног 2004. године. Предавао је предмете Хирургија са ратном хирургијом и Биолошка антропологија са основама спортске медицине. За професора емеритуса изабран је 2009. године. На Паневропском универзитету "Апеирон" у Бањој Луци обављао је дужност ректора.
Оснивач је и дугогодишњи начелник Клинике за дјечију хирургију Универзитетског клиничког центра Републике Српске. Већину радног вијека посветио је хирургији и науци. Био је носилац научноистраживачког пројекта "Повреде у промету" Југословенске академије знаности и умјетности (1989). Више пута боравио је на стручном усавршавању у земљи и иностранству и то у познатим центрима за хирургију и дјечју хирургију у Љубљани, Београду, Загребу, Италији, САД, Јапану, Француској. Посједује сертификат континуиране едукације I категорије из колоректалне хирургије (Cliveland Clinic, Ohio – Clinical Fondation).
Своју хируршку праксу започео је абдоминалном хирургијом, гдје је остварио запажене резултате на пољу иновационих техника: ваготомије, хепатобилијарне хирургије и порталне хипертензије. Преласком на дјечју хирургију, највеће интересовање показао је за област неонатолошке хирургије, ембрионалних тумора, дјечје урологије и политрауме. Дао је нове, оригиналне, оперативне технике у лијечењу конгениталних аномалија, везикоуретералног рефлукса, реимплантација слезине и властите, у свијету инаугурисане, методе лијечења повреда колона и ректума локалном апликацијом кисеоника (Сеул 1994). Аутор је четрнаест књига и 144 радa, од којих су многи публиковани у водећим међународним часописима. Посебну пажњу и интересовање изазвале су књиге о различитим аспектима страдања дјеце у Одмрамбено-отаџбинском рату 1992–1995, писане двојезично, под насловом "Ко њих пита – Who asks them", Бања Лука 1995; "Покидани полљупци – The plucked buds", Сарајево 2002; "Дјечија хируршка пропедевтика", Бања Лука 2002; "Здраствена њега кардиопулмоналих болесника" (коаутор), Бања Лука 2009.
Члан је Савјетодавног вијећа Универзитетске болнице Клиничког центра Бања Лука и бројних међународних стручних удружења: Europian network of sport science, education and employment, American pediatric surgical association, Asia-Pacific federation of coloproctology, Association Francaise de Chirurgie, Удружења дечјих хирурга Србије.
За дописног члана Академије наука и умјетности Републике Српске изабран је 5. септембра 2008, а за редовног 21. децембра 2012. године. Од 2016. секретар је Академијиног Одјељења медицинских наука. Био је свестран и успјешан спортиста – члан југословенске репрезентације у атлетици, рукометаш, једриличар и моторни пилот. Такође био је дугогодишњи љекар у БК Славија из Бања Луке и боксеру Маријану Бенешу.
Преминуо је 15. јануара 2024. године у Бањој Луци.

## Признања
Добитник је више признања и награда: 
- Плакета Друштва љекара БиХ (1981);
- "Златни Хипократ" Савеза здравствених радника Југославије (1990);
- Признање Мреже грађанског образовања CIVITAS;
- Златна плакета за инаугурацију оригиналне хируршке методе ("Local aplication Oxigen in trettment infection of extraperitoneal rectal segment war wound", Asian Federation of Coloproctology, Сеул, 1995);
- Повеља за нарочите заслуге и изузетни допринос афирмацији Академије наука и умјетности Републике Српске (2013);
- Плакета „Collegium Intelectum” (2015);
- Златни грб града Бања Лука за изузетан допринос и успјех у области медицине, образовања и спорта (2016);[4]
- Сребрна плакета поводом 60-годишњице оснивања Атлетског савеза БиХ;
- Повеља захвалности Републичке организације породица заробљених и погинулих бораца и несталих цивила Републике Српске за објављивање прве публикације о страдању 12 бањалучких беба ("Ко њих пита", 1995);
- Захвалница Удружења ратних војних инвалида отаџбинских ратова, Бања Лука, за допринос збрињавању рањених бораца ВРС у рату 1992–1995;
- Спомен-плакета Атлетског савеза Републике Српске првом предсједнику – поводом 25-годишњице од оснивања АСРС (2017).